# Batman und Harley Quinn
Batman und Harley Quinn (Originaltitel: Batman and Harley Quinn) ist ein US-amerikanischer Zeichentrickfilm. Der Film wurde am 14. August 2017 in den Vereinigten Staaten veröffentlicht. Am 7. September 2017 erschien  die deutschsprachige Fassung auf DVD beziehungsweise Bluray.

## Handlung
Poison Ivy befindet sich gemeinsam mit ihrem Partner, dem Pflanzenmann Jason Woodrue, auf einem Raubzug durch Gotham City. Zunächst bleiben Batman und Dick Grayson alias Nightwing die Hintergründe des Verbrecher-Duos verborgen. Sie beschließen, Ivys beste Freundin und ehemalige Handlangerin des Jokers, Harley Quinn, ausfindig zu machen, um möglicherweise etwas über Ivys Versteck zu erfahren. 
Während Nightwing die Observierung von Harley Quinn übernimmt, begibt sich Batman zum Hauptquartier von A.R.G.U.S., einem Unternehmen, das Superhelden als Informationsquelle und Recherchedienst zur Verfügung steht. Dort erfährt er, dass Ivy und Woodrue an Informationen über die Entstehung von Swamp Thing gelangt sind. Überdies entführten sie Dr. Harold Goldbloom, der ihnen dabei helfen soll, den Prozess von Swamp Things Geburt zu wiederholen, um so die gesamte Menschheit in Pflanzenwesen zu verwandeln.
In der Zwischenzeit macht Nightwing Harley ausfindig, die als Bedienung in einem Diner arbeitet. Harley wünscht sich nichts sehnlicher als ein normales Leben führen zu können. Allerdings kann sie durch ihre kriminelle Vergangenheit nicht mehr als Psychiaterin arbeiten und hat Schwierigkeiten, sich zurechtzufinden. Nach einem kurzen Stelldichein mit Nightwing entschließt sie sich, Batman und ihm bei der Suche nach Ivy zu helfen. Die Drei begeben sich in eine von der Unterwelt Gothams rege besuchte Kneipe, in der Harley von einem ihrer ehemaligen Handlanger den Aufenthaltsort Ivys erfährt.
Sie begeben sich zu einem Labor in Gothams Nachbarstadt Blüdhaven, wo es ihnen tatsächlich gelingt, Ivy und Woodrue zu stellen. Ivy ist enttäuscht darüber, von ihrer einstigen Freundin an Batman verraten worden zu sein. Während eines Kampfes verwundet Woodrue den anwesenden Dr. Goldbloom tödlich und flieht mit Ivy, nachdem das Labor in Flammen aufgeht. Der sterbende Dr. Goldbloom berichtet Batman von einem Sumpfgebiet in Louisiana, zu dem die beiden unterwegs seien, um dort die Chemikalien für ihren gemeinsamen Plan zu vervollständigen.
Nachdem Batman A.R.G.U.S. über die Neuigkeiten informiert hat, bricht er mit Nightwing und Harley nach Louisiana auf. Sie konfrontieren Ivy und Woodrue mit deren waghalsigen Plan, der, sollte die Formel nur geringfügig vom Plan abweichen, unweigerlich die Auslöschung der gesamten Menschheit zur Folge hätte. Es kommt zum finalen Kampf, bei dem Harley in Tränen ausbricht und Ivy ein letztes Mal versucht, ins Gewissen zu reden. Letztendlich überzeugt lässt Ivy von ihrem Plan ab, kann Woodrue jedoch nicht aufhalten. Dieser beschwört Swamp Thing herauf, der sich kurz darauf aus den Sümpfen erhebt. Swamp Thing erklärt Woodrue, dass er ihm nicht helfen wolle, weil dessen Plan alles Grün auf dem Planeten ins Ungleichgewicht bringen würde. Der Kampf gegen Woodrues Feinde ginge ihn indessen nichts an, worauf Swamp Thing verschwindet. Im Kampf gegen den Pflanzenmann sehen sich Batman und Nightwing unterlegen. Bis Harley ihnen vorschlägt, ein Streichholz zu benutzen, da Woodrue prinzipiell nur eine Pflanze sei. Sie setzen Woodrue in Brand und bezwingen ihn ein für alle Mal.
Nach dem Abspann folgt eine Sequenz, in der Harley ihren Titel als Dr. Quinzel offenbar zurückerlangt hat. In einer irrwitzigen Fernseh-Spielshow („Ask Dr. Quinn“) versucht sie ihre Patienten von deren psychischen Leiden zu „heilen“.

## Synchronisation
| Rolle                          | Originalstimme | Deutsche Stimme    |
| ------------------------------ | -------------- | ------------------ |
| Batman / Bruce Wayne           | Kevin Conroy   | Eberhard Haar      |
| Harley Quinn / Harleen Quinzel | Melissa Rauch  | Daniela Reidies    |
| Poison Ivy / Pamela Isley      | Paget Brewster | Marion von Stengel |
| Nightwing / Dick Grayson       | Loren Lester   | Christian Stark    |